# 小行星3135
小行星3135（3135 Lauer）是一颗围绕太阳公转的小行星。1981年3月1日，舒爾特·巴斯在赛丁泉山发现了此天体。
該小行星以美國天文學家托德·R·勞爾命名。
这颗小行星的绝对星等为118.81706等。